# Ladarice (običaj)
Ladarice (ladekarice, krisnice, ivančice, tijolkarice) je naziv za folklorni događaj u kojem je sudjelovala skupina od 4, 8 ili više djevojaka u pratnji jednoga ili više momaka.
Ladarice su bile obučene svečano s cvjetnim vijencem na glavi te bi obilazile selo pjevajući pjesme s pripjevom lado. Istovremeno bi otplesale jednostavno kolo za koje bi dobivale dar.
Postojale su razne ladarice ovisno o događajima:
- Ladarice jurjevske ili jurjašice u čast svetog Jure.[2]
- Ladarice filipovske ili filipovčice u čast svetog Filipa.[3]
- Ladarice ivanjske ili ivančice (krjesovalje) u čast svetog Ivana Krstitelja.[4]
- Ladarice dodolske u čast kiše.[5]

### Članci
- Dragić, Marko. 2012. Lada i Ljeljo u folkloristici Hrvata i slavenskom kontekstu. Zbornik radova Filozofskog fakulteta u Splitu. Sveučilište u Splitu – Filozofski fakultet. Split.  (5): 43–62

### Mrežna sjedišta
- Ladarice. Hrvatska enciklopedija (LZMK). Pristupljeno 5. travnja 2025.